# نيك بيفان
نيك بيفان (بالإنجليزية: Nick Bevan)‏ هو مدرب تجديف بريطاني، ولد في 21 فبراير 1942، وتوفي في 12 يناير 2014.